# Tina Zuccoli
Tina Zuccoli (Imola, 28 giugno 1928 – Modena, 15 giugno 2006) è stata un'insegnante, viaggiatrice e fotografa italiana.

## Biografia
Nasce da genitori romagnoli; la madre Attilia Scarpa è ostetrica comunale, il padre Vincenzo Mazzini è giornalista. Sposa Enzo Zuccoli, ex ufficiale di Marina, direttore commerciale di una ditta di articoli per ufficio, e ha una figlia, Simonetta.
Finite le Scuole magistrali diviene maestra elementare e insegna con grande dedizione nelle scuole nel Carpigiano per vent’anni.
Inseguendo i sogni che bambina le aveva provocato la lettura del libro di Umberto Nobile L'Italia al Polo Nord, grande libro pieno di illustrazioni, per trent'anni, dal 1957 al 1987, quasi sempre accompagnata dal marito, compie molti viaggi di esplorazione nelle terre artiche a nord del Circolo polare artico.
Inizia con viaggi nell'estremo nord della Norvegia e della Finlandia, interessandosi alle popolazioni lapponi e alla vegetazione della tundra. Si reca per 14 volte alle Svalbard, le terre abitate più a nord del pianeta.  Pianifica i viaggi nelle sue classi, galvanizzando gli allievi, con piantine e libri o chiedendo informazioni al Club Artico Norvegese di Tromso . Si sposta non con viaggi organizzati,  ma utilizzando baleniere o accodandosi a spedizioni scientifiche.
Anche dopo aver concluso la sua attività di maestra, continua ad andare nelle scuole per parlare ai ragazzi di ciò che ha visto e sperimentato in quei luoghi: il censimento degli orsi bianchi nell’isola di Edge al quale aveva partecipato, le volpi, la caccia alle balene, gli animali selvatici. Per questo è chiamata la "maestra polare".

## Baia del Re

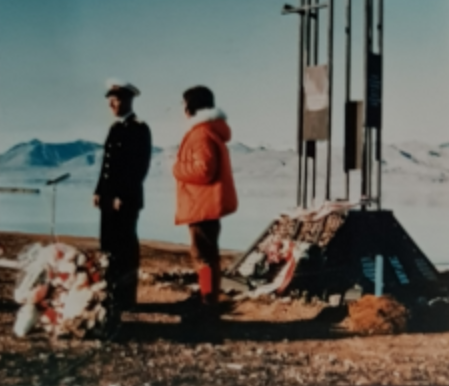
Tina Zuccoli e il marito al monumento al dirigibile Italia

Il 25 maggio 1928 il dirigibile Italia guidato da Umberto Nobile si schiantava sul pack delle Svalbard. Tra i caduti c’era il motorista Attilio Ceratti di Adro (Brescia). Suo nipote Aldo, col supporto della Sezione Aeronautica di Adro e del suo presidente Giuseppe Lago, costruì un monumento dedicato ai caduti della spedizione, consistente di otto croci di ferro battuto su una base a tronco di piramide. Tina Zuccoli, amica della famiglia Ceratti e patrocinatrice del progetto, si incaricò insieme al marito del trasporto del monumento alla Baia del Re. Guidando a turno col marito un furgone per 5.000 km e poi salendo su una nave da trasporto del carbone,  raggiunsero la località dove il monumento fu scaricato, assemblato e montato su un terreno donato dal re di Norvegia Olaf V e poi inaugurato il 25 maggio 1963, nel XXXV° anniversario dell’incidente del dirigibile Italia.

## Giardino Esperia
Grande conoscitrice delle flora dei paesi visitati, cura a partire dal 1980 l’attuazione e la gestione del giardino Esperia sull’Appennino modenese nella zona del passo del Lupo e del lago della Ninfa, ai piedi del monte Cimone, nel parco del Frignano, a 1500 metri di altezza. Promotori di un giardino botanico nel territorio di Sestola erano stati negli anni Trenta il prof. Benedetto Boccolari e l’avv. Giuseppe Pollacci, soci del C.A.I. di Modena, per far conoscere e salvaguardare la flora spontanea dell’Appennino; il progetto fu però realizzato solo dopo la guerra, nel 1952, a cura del C.A.I. di Modena. Il Giardino si estende su un terreno di 2 ettari ed è protetto da una faggeta. Viene costruito allora anche il Rifugio Esperia, il fabbricato al servizio del Giardino, che ben presto diviene meta di visite di persone interessate e di scolaresche.
Dopo la morte del presidente prof. Francesco Panini e poi del segretario Cap. Luigi Messerotti-Benvenuti, il giardino va in decadenza e cessa le sue attività finché, nel 1980, Tina ed il marito Enzo gli ridanno vita con intenti botanici e didattici piantandovi anche piante artiche nate con i semi raccolti da Tina durante i suoi viaggi.
La direzione tecnica è affidata alla prof. Daria Marchetti Bertolani, titolare della cattedra di botanica dell’Università di Modena, mentre a Tina è affidata per quindici anni la gestione del Giardino fino al 1995.

## Voli spaziali
Molto interessata ai voli spaziali, attraverso l'ammiraglio Massey che aveva conosciuto in occasione di una visita scolastica alla portaerei Forestal a Napoli, entra in corrispondenza con la Marina Americana e con la NASA . Nel 1969 realizza il progetto scolastico MO.DE.NA. (Moon Destination NASA), che consisteva nella illustrazione a ragazzi delle tematiche spaziali e nella ideazione e creazione di un oggetto da consegnare agli astronauti perché lo portassero sulla luna. Invitata al lancio dell’APOLLO 11  consegna agli astronauti una targa d’argento creata dai bambini della sua scuola di Rovereto di Carpi con la scritta MO.DE.NA. da applicare all’interno dell’astronave e portare sulla luna.

## Archivio personale
Tina ha documentato con fotografie i suoi viaggi e le sue attività. Molte sue foto sono state esposte nella mostra “Mappe del tempo. Memorie, archivi, futuro”, edizione 2017 del Festival della Fotografia Europea di Reggio Emilia.
Il suo archivio fotografico personale è oggi di proprietà della Fondazione Cassa di Risparmio di Modena .e depositato presso la Fondazione Fotografia di Modena.

## Nel Soroptimmist
È stata socia del Soroptimist di Modena dal 1971 fino alla morte. Ne fu consigliera e nel 1989/90 vicepresidente, e a partire dal 2002 coordinatrice dell’area ambiente. 

## Associazioni
Fu socia di numerose Società Scientifiche tra cui il Club Artico Norvegese e la Società Botanica del Sud Africa. Tina fu socia anche della Società Botanica del Sudafrica perché col marito aveva visitato anche questo Paese e il suo giardino botanico.

## Riconoscimenti
- Nel 1992 le fu conferita dall’Università di Modena la laurea honoris causa in Scienze Naturali, con presentazione e discussione di una tesi dal titolo “Artide, un sogno, una realtà”, divenuto poi testo universitario[13]
- Il “bosco urbano” di Tina Zuccoli. Il 21 ottobre 2021, in riconoscimento del suo amore per la natura, le è stato dedicato dalla città di Modena il bosco urbano consistente in 8000 piante e cespugli piantumati creato a Vaciglio, nell’immediata periferia della città[14]

## Scritti
- Il mondo artico, Brescia, La Scuola, 1968.
- La conquista de poli, Firenze, Vallecchi, 1969.
- I miei amici lapponi, Brescia, La Scuola, 1970.
- Balene e balenieri. Torino, SEI, 1973.
- Gli ultimi orsi del grande Nord, Brescia, La Scuola,1980.
- La balena, Torino, SEI, 1980.
- La grande migrazione, Torino, SEI, 1983.
- Il giardino Esperia, Modena, Club Alpino Modena, 1983.
- fiori dell’Appennino modenese, Modena, Club Alpino Modena, 1984.
- Sotto i ghiacci del polo, Milano, Mursia, 1991.
- Artide, un sogno, una realtà, sl, sn., 1992.